# Острова Гравина
Острова Гравина являются частью архипелага Александра и находятся в юго-восточной Аляске. Они ограничены проливом Кларенс на западе и каналом Ревильяхихедо на востоке.
Самые крупные острова в группе: Гравина, Аннетт, Дьюк, и Мэри.
Испанский исследователь Хасинто Кааманьо дал название Гравинским островам в 1792 году в честь Федерико Гравины.